# A tehetséges Mr. Ripley (film)
A tehetséges Mr. Ripley (eredeti cím: The Talented Mr. Ripley) 1999-ben bemutatott amerikai pszichothriller, melyet Anthony Minghella írt és rendezett. A film alapjául Patricia Highsmith 1955-ös azonos című regénye szolgált. A főbb szerepekben Matt Damon, Jude Law, Gwyneth Paltrow, Cate Blanchett és Philip Seymour Hoffman látható.
Az Amerikai Egyesült Államokban 1999. december 25-én bemutatott film bevételi és kritikai sikert aratott. Világszerte 129 millió dolláros bevételt szerzett és öt kategóriában jelölték Oscar-díjra.

## Cselekmény
Tom Ripley szerény anyagi körülmények közt élő New York-i fiatal férfi. Egy félreértés miatt Herbert Greenleaf hajógyáros díjazásért cserébe Olaszországba küldi, hogy hazahozza annak dúsgazdag, elkényeztetett fiát, Dickie-t. Az aranyifjú gondtalan életét irigykedve megtapasztaló Ripley gyilkos tervet eszel ki.

## Szereplők
| Színész                | Szerep               | Magyar hang        |
| ---------------------- | -------------------- | ------------------ |
| Matt Damon             | Tom Ripley           | Stohl András       |
| Gwyneth Paltrow        | Marge Sherwood       | Nagy-Kálózy Eszter |
| Jude Law               | Dickie Greenleaf     | Selmeczi Roland    |
| Cate Blanchett         | Meredith Logue       | Kováts Adél        |
| Philip Seymour Hoffman | Freddie Miles        | Bubik István       |
| Jack Davenport         | Peter Smith-Kingsley | Széles Tamás       |
| James Rebhorn          | Herbert Greenleaf    | Szokolay Ottó      |
| Lisa Eichhorn          | Emily Greenleaf      | Bessenyei Emma     |
| Sergio Rubini          | Roverini felügyelő   | Tahi József        |
| Philip Baker Hall      | Alvin MacCarron      | Kun Vilmos         |
| Celia Weston           | Joan néni            |                    |
| Rosario Fiorello       | Fausto               |                    |
| Stefania Rocca         | Silvana              |                    |
| Ivano Marescotti       | Verrecchia ezredes   |                    |
| Silvana Bosi           | Ermelinda            |                    |

## Fogadtatás

### Bevételi adatok
A bemutató hétvégéjén a film első helyen nyitott az észak-amerikai mozikban, a második napra már 12 738 237 dollár bevételt szerezve. Észak-Amerikában összesen 81 298 265 dollárt termelt, míg a többi területen 47 500 000 dollárt sikerült összegyűjtenie. Összbevétele így (40 milliós költségvetés mellett) 128 798 265 dollár lett.

### Kritikai visszhang
A film pozitív kritikákat kapott. A Rotten Tomatoes weboldalon 138 kritika összegzése alapján 85%-on áll.
Roger Ebert négyből négy csillagra értékelte a szerinte „intelligens thrillert”, mely „olyan szempontból alattomos, hogy a Tom Ripleyvel való azonosulás irányába vezet minket… a férfi egy szörnyeteg, de azt akarjuk, hogy mégis megússza.”

### Fontosabb díjak és jelölések
| Év   | Díj       | Kategória                     | Jelölt                                      | Eredmény |
| ---- | --------- | ----------------------------- | ------------------------------------------- | -------- |
| 1999 | Oscar-díj | Legjobb férfi mellékszereplő  | Jude Law                                    | Jelölve  |
| 1999 | Oscar-díj | Legjobb adaptált forgatókönyv | Anthony Minghella                           | Jelölve  |
| 1999 | Oscar-díj | Legjobb eredeti filmzene      | Gabriel Yared                               | Jelölve  |
| 1999 | Oscar-díj | Legjobb látványtervezés       | Roy Walker (látvány) Bruno Cesari (díszlet) | Jelölve  |
| 1999 | Oscar-díj | Legjobb jelmeztervezés        | Ann Roth Gary Jones                         | Jelölve  |

## Kapcsolódó filmek
A tehetséges Mr. Ripley volt Patricia Highsmith kapcsolódó regénysorozatának harmadik, mozifilmes adaptációja, egyben a legnépszerűbb is. A Ragyogó napfény (1960) című filmben Alain Delon, míg Az amerikai barát című feldolgozásban Dennis Hopper formálta meg a címszereplőt. 
2002-ben jelent meg a Ripley és a maffiózók, 2005-ben pedig a Ripley a mélyben – előbbi John Malkovich, míg az utóbbi Barry Pepper főszereplésével.

## Fordítás
- Ez a szócikk részben vagy egészben  a   The Talented Mr. Ripley (film) című angol Wikipédia-szócikk ezen változatának fordításán alapul.  Az eredeti cikk szerkesztőit annak laptörténete sorolja fel. Ez a jelzés csupán a megfogalmazás eredetét és a szerzői jogokat jelzi, nem szolgál a cikkben szereplő információk forrásmegjelöléseként.